# Edelmiro Mayer
Germán Edelmiro Demóstenes Mayer (Buenos Aires, 27 de mayo de 1836 - Río Gallegos, 4 de enero de 1897) –conocido como Edelmiro Mayer– fue un militar argentino que combatió en las guerras civiles argentinas, en la Guerra de Secesión de los Estados Unidos y contra la Segunda Intervención Francesa en México. Fue el tercer gobernador del Territorio Nacional de Santa Cruz, siendo el primero en ejercer la función en la sede actual de Río Gallegos.

## Comienzos
Era hijo de John Andrew Mayer Arnold, militar alemán al servicio de la marina británica, y de Eustaquia Dolores Posadas. En 1852, poco después de la batalla de Caseros, su hermano Federico Máyer fue asesinado en Mendoza por asesinos a sueldo de su suegra, Luz Sosa de Godoy Cruz. Impresionado por el hecho, abandonó su carrera de comerciante y se enroló en el ejército del estado de Buenos Aires a los dieciséis años y luchó contra el sitio de Buenos Aires impuesto por los federales de Hilario Lagos.
Años más tarde, combatió del lado del estado de Buenos Aires en las batallas de Cepeda y Pavón. Participó en la campaña de Wenceslao Paunero a Córdoba, donde éste lo nombró teniente coronel. Bartolomé Mitre desconoció el nombramiento y enseguida lo ascendió al mismo grado, causando una crisis en la división de Paunero. Máyer pidió la baja y volvió a Buenos Aires.

## Estados Unidos y México
En 1863, se embarcó a los Estados Unidos, donde prestó servicios en una academia militar, haciéndose amigo de Robert Todd Lincoln, hijo del presidente. Prestó servicios en el ejército del norte durante la Guerra de Secesión, y también escribió en un periódico, donde proponía incorporar soldados de raza negra en el ejército, fundado en el resultado que habían dado los negros en las Guerras de Independencia Hispanoamericana. Poco después, el ejército del norte enroló los primeros soldados negros y él fue nombrado comandante de un regimiento a órdenes de Ulysses S. Grant. Participó en varias batallas, en el estado de Florida.
Al finalizar la guerra, fue testigo de la muerte del presidente Abraham Lincoln.[cita requerida]
Pasó a México, donde se puso a órdenes del presidente Benito Juárez para luchar contra el gobierno del Emperador Maximiliano I de México. Mató en un duelo a su segundo, que se negaba a combatir a sus órdenes. Participó en algunos combates y fue ascendido al grado de general del Ejército de México.
Era amigo del general Porfirio Díaz y participó en una conspiración para derrocar a Juárez, pero antes pidió la baja del ejército. Al descubrirse el plan subversivo, Máyer fue condenado a muerte. La intervención en su favor de Domingo Faustino Sarmiento le salvó la vida.
Regresó a Nueva York, donde conoció allí a José Martí. Tras un breve paso por México –cuando ya gobernaba Porfirio Díaz– viajó a Londres, donde visitó a Manuelita Rosas.

## Regreso a Buenos Aires
Volvió en 1873 a Buenos Aires, donde fue recibido como un héroe, pero algunos personajes del partido de Bartolomé Mitre denunciaron que había perdido su condición de ciudadano argentino por haber combatido en un ejército extranjero. Decidió solicitar su reincorporación directamente al Congreso Nacional. Un brillante discurso de Aristóbulo del Valle llevó a la sanción de una ley especial, por la que se reconocía a Máyer como ciudadano argentino.
En 1874, invitado por el coronel Álvaro Barros, se reincorporó al ejército como coronel de milicias de la provincia de Buenos Aires. Fue diputado nacional entre 1874 y 1877, y más tarde el gobernador Carlos Tejedor lo nombró jefe de Estado Mayor de la provincia. Luchó en la revolución de 1880 como jefe de la artillería rebelde.
Fue dado de baja del ejército. Nunca pidió ser reincorporado, y rechazó enérgicamente esa posibilidad.
Como escritor publicó notas en varios periódicos y editó traducciones de Edgar Allan Poe y de otros autores en inglés y en francés. Su obra más destacada es "Campaña y guarnición, escenas de la vida militar".
Formó una empresa con la cual intentó reformar el puerto de Buenos Aires, pero no tuvo éxito; también fracasó en su proyecto de puerto en Zárate. Sumó también dos fracasos en el rubro ferroviario: una vía desde San Salvador de Jujuy a la frontera con Bolivia y otra desde Buenos Aires hasta el Estrecho de Magallanes.

## En Santa Cruz
En sociedad con su cuñado Enrique Burmeister estableció una estancia en el Territorio Nacional de Santa Cruz. Este hecho inspiró al presidente Carlos Pellegrini a nombrarlo gobernador de Santa Cruz, cargo que asumió en 1893, continuando la obra pionera de Carlos María Moyano y Ramón Lista.
Durante su período de gobierno se completó la población de la costa de la provincia y se comenzó a explorar la zona andina, con perspectivas reales de ponerla en producción ganadera. Construyó escuelas y hospitales, y también cuarteles para oponerse a las ambiciones del gobierno chileno.
Apoyó las exploraciones de Carlos Burmeister, Carlos Ameghino y Clemente Onelli.
Falleció en Río Gallegos en 1897.
El nombre de la estación Estación Gobernador Mayer, correspondiente a la localidad de El Turbio, en la provincia de Santa Cruz, recuerda al tercer gobernador del Territorio Nacional.

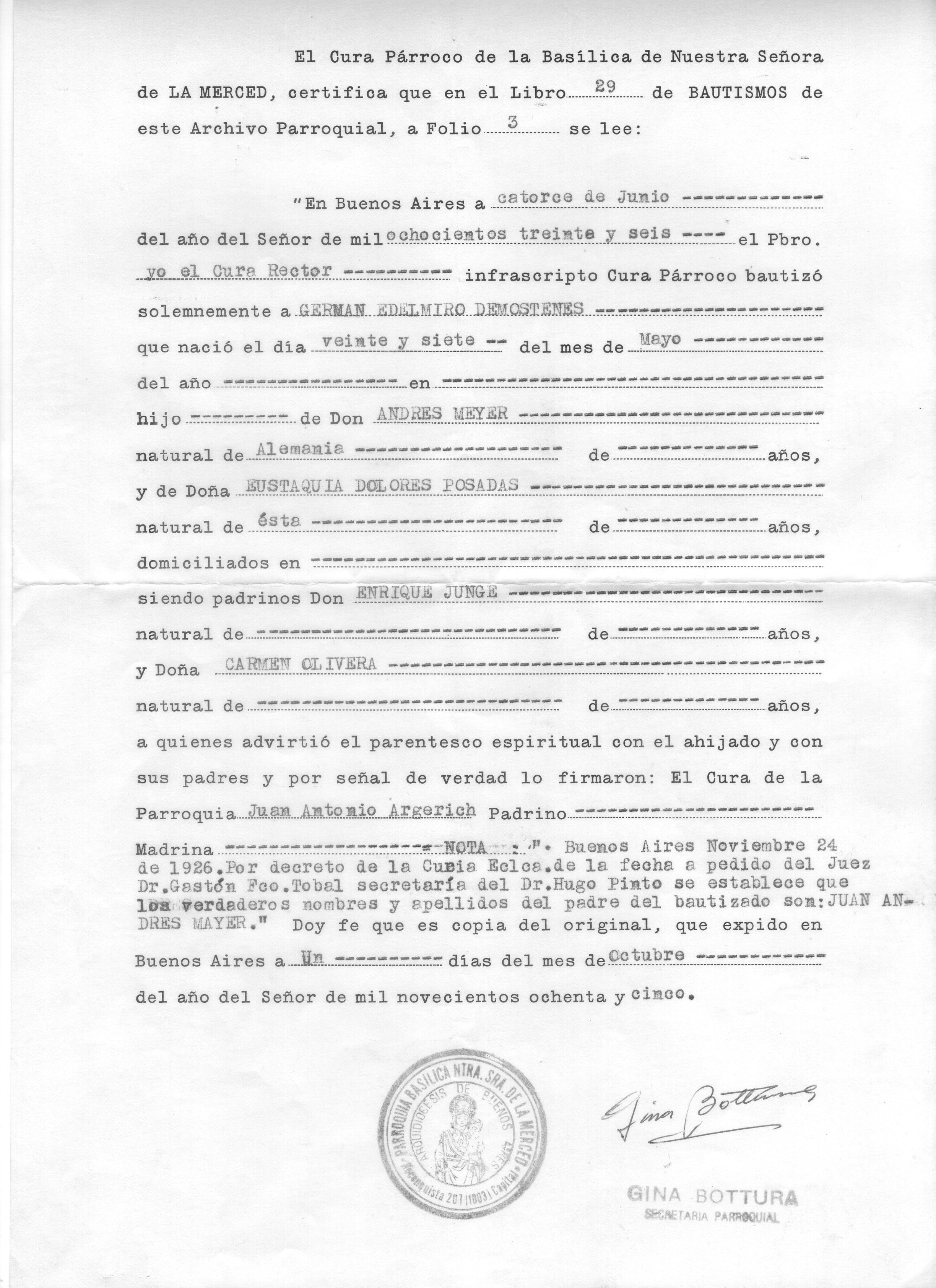
Partida de bautismo de Germán Edelmiro Demóstenes Máyer Posadas, nacido el 27 de mayo de 1836.